# Bolitoglossa morio
Bolitoglossa morio é uma espécie de anfíbio caudado pertencente à família Plethodontidae, sub-família Plethodontinae.